# Nicoló Filippo Rosso
Nicoló Filippo Rosso est un photographe documentaire indépendant italien, né en 1985.   
Il est lauréat d’un World Press Photo en 2020 et du Prix W. Eugene Smith en 2021.   

## Biographie
Nicoló Filippo Rosso est né en 1985 en Italie. Il a obtenu un diplôme en littérature à l’Universitá Degli Studi Di Torino. 
En 2011, il commence à s’intéresser à la photographie alors qu’il partage la vie d’une communauté indigène de la région de Putumayo, dans le bassin amazonien.
Depuis 2016, il documente l’impact de l’exploitation du charbon sur les terres et les habitants de la péninsule colombienne de La Guajira. Cette série, « Forgotten in Dust » a été exposé dans le monde entier, et il a été publié par de nombreux magazines.
Puis il se consacre à documenter la migration des Vénézuéliens qui traversent la frontière avec la Colombie en direction d’autres pays d’Amérique latine. À l’automne 2018, il prend la route avec un groupe qu’il accompagne à travers les Andes jusqu’à Bogotá. « Mon approche est lente et physique. Je veux être là quand les choses arrivent. Je veux être là quand une femme est sur le point de s'évanouir, parce qu'elle est trop mal nourrie pour se tenir debout ; et je veux être là s'il y a quelque chose que je peux faire pour aider. Je veux être là, car c'est le moment de prendre une photo, et avec le plus de sensibilité possible ». 
Ce travail au long cours est récompensé par de nombreux prix dont un World Press Photo en 2020 et le Prix W. Eugene Smith en 2021,.
Son travail est engagé dans des projets à long terme. Il est missionné entre autres par Bloomberg News, The Washington Post, BusinessWeek, Le Point, Der Spiegel, Vice, Internazionale, et pour des ONG internationales telles que Americares et Catholic Relief Services (CRS).
Nicoló Filippo Rosso vit et travaille à Bogotá en Colombie. 

## Expositions
Liste non exhaustive
- 2020 : « Exodes », festival Visa pour l’Image, Perpignan[6],[7]
- 2022 : « Exodes », Gobelins, Paris, du 22 mars au 1er avril 2022

## Prix et récompenses
Liste non exhaustive
- 2020 : World Press Photo, Contemporary Issues, Stories, 3e prix, pour « Exodus »[8],[2]
- 2020 : UNICEF Photo of the Year Award, mention honorable pour « Colombia: Fleeing Venezuela »[9]
- 2021 : Prix W. Eugene Smith[3]
- 2021 : Prix ANI-PixTrakk pour sa série « Exodes », présentée au festival Visa pour l’Image, Perpignan[6]
- 2021 : Finaliste du Leica Oskar Barnack Award pour sa série « Forgotten in Dust »[1]